# テヘラン路
テヘラン路（テヘランろ、朝鮮語: 테헤란로）は大韓民国ソウル特別市江南区にある通りである。
テヘラン路は、ソウル市道90号のうち、ソウル地下鉄2号線の江南駅から駅三洞を経て、三成洞のCOEX・貿易センターへと東西に続く、長さ3.7キロメートルの区間であり、幅員は40メートルある。江南駅の他、駅三駅と宣陵駅もテヘラン路にある。
また、テヘラン路は警察署の管轄の境界線にもなっている。（北側はソウル江南警察署、南側はソウル水西警察署）

## 名称

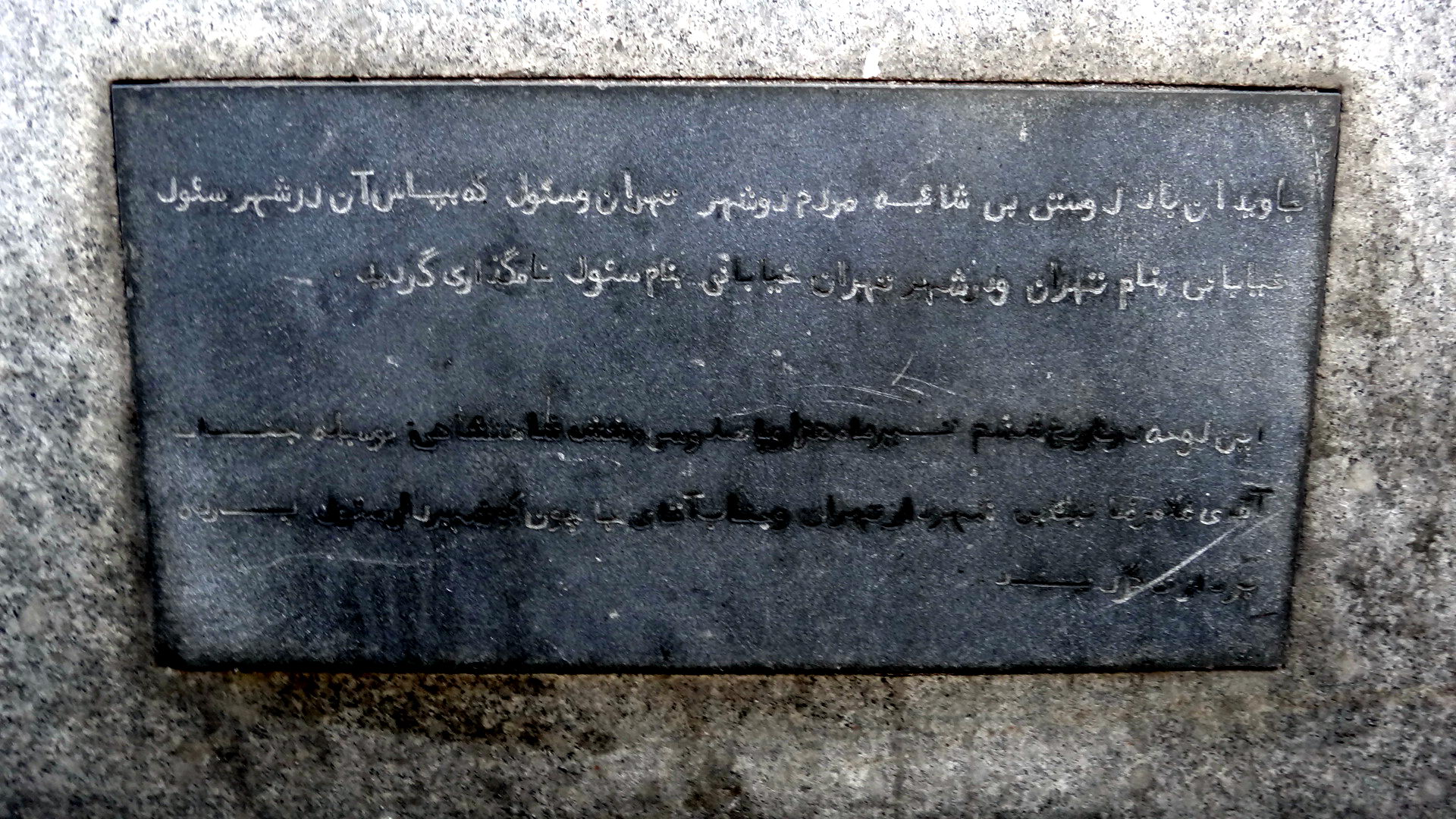
テヘラン市長ゴラムレザ・ニクパイのソウル訪問を記念した石碑

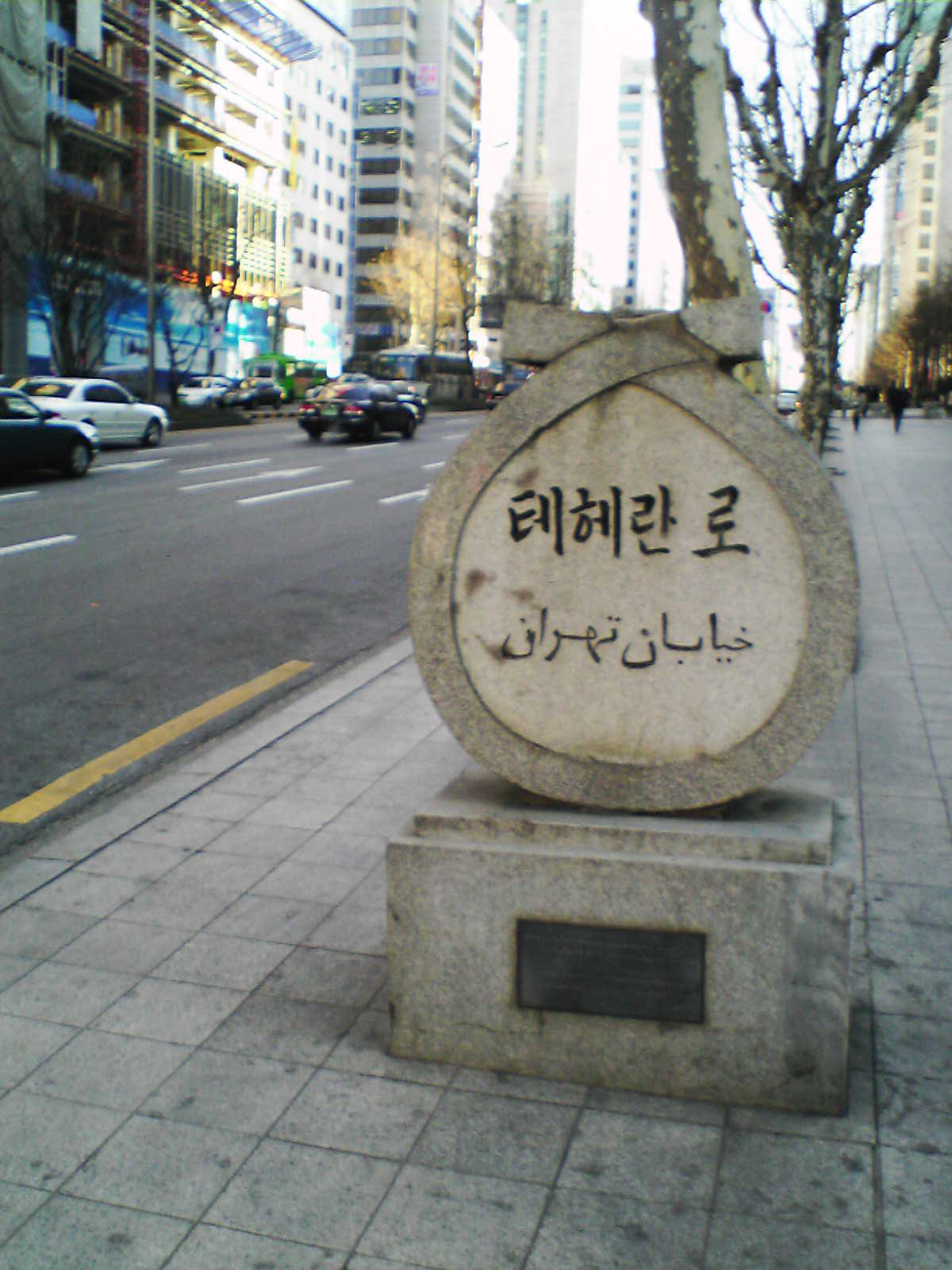
テヘラン路の石碑。韓国語(테헤란로)とペルシャ語(خیابان تهران)で「テヘラン路」と描かれている。

テヘラン路の名称はイランの首都テヘランにちなむものである。1970年代は韓国の建設業社の中東進出が活発であったが、1977年6月27日、イランのゴラムレザ・ニクパイテヘラン市長がソウルを訪問した際、友好の印とするため、テヘランとソウルにお互いの名前をつけた通りを作ることが提案された。翌年、三陵路（サムヌンノ）がテヘラン路に改称された。当時この辺りは、1963年にソウルに編入されたばかりの比較的開発の進んでいない地域だった。
テヘランには、市の北部のエビン地区の近くにソウル通りがある。

## 経済
韓国におけるビジネス・金融の中心の一つである。1990年代後半からはIT系ベンチャー企業が集まるようになり、シリコンバレーになぞらえて「テヘランバレー」「ベンチャーバレー」と呼ばれている。韓国で最も高い超高層ビルや最も高価な不動産のいくつかがテヘラン路にあり、ソウル市政府は、韓国のベンチャーキャピタルの半分以上、約2000億ウォン（約2億ドル）がテヘラン・バレーに投資されていると推定している。
このエリアには、韓国国内の主要なポータルサイトであるダウム、ネイバーや、Googleのオフィスがある。また、サムスン電子やSKハイニックスなどの電子機器メーカーがオフィスを置くほか、ポスコ、スタンダードチャータード銀行、シティバンクなど、韓国内外の様々な企業がオフィスを構えている。韓国最大の音楽会社であるカカオM（カカオエンターテインメントの前身）は、テヘラン路に本社を置いていた。